# Livenje
Livenje je postupak obrade metala bez skidanja strugotine.  Livarstvo predstavlja tehnologiju oblikovanja metalnih predmeta livenjem rastopljenog metala u urađene kalupe pomoću modela, da bi se tako, posle hlađenja dobio odlivak.
Livenje je veoma pogodan postupak izrade mašinskih delova čiji je oblik komplikovan sa unutrašnjim konturama i nepravilnim kanalima. Livenje se takođe koristi i za ekonomčniju izradu mašinskih delova i elemenata.
Primenom livenih delova u brodogradnji postiže se pojednostavljenje konstrukcija. U automobilskoj industriji liveni delovi se koriste kao blokovi, glave i klipovi motora.
Savremena tehnologija i modernija oprema za livenje omogućava dobijanje odlivaka različitih dimenzija, tačnosti i kvaliteta površine, čime je potreba za naknadnom mehaničkom obradom sve manje prisutna.

## Svojstva materijala za livenje
Gotovo sve vrste metala i njihovih legura mogu da se oblikuju livenjem. Ipak, najširu primenu imaju metali i njihove legure čije osobine i karakteristike odgovaraju procesu livenja. Najvažnije osobine metala i legura koje dolaze do izražaja pri livenju jesu stepen livkosti i promena zapremine pri hlađenju. Naročito dobru livkost imaju sivo liveno gvožđe, cink, kalaj i olovo, kao i većina legura obojenih metala.
Slabije se liju čelik, aluminijum i bakar. Mnogi metali i legure znatno menjaju zapreminu prilikom prelaska iz tečnog u čvrsto stanje. Zato su kalupi za livenje uvek za onoliko veći za koliko se dotični materijal sakuplja pri hlađenju: za sivo livničko gvožđe 1%, belo livničko gvožđe do 2,5%, čelik 2%, bronza i mesing 1,5%, legure lakih metala 1,25% itd.

## Livenje u peščanim kalupima
Za izradu kalupa potrebni su modeli koji se izrađuju u modelarnici najčešće od drveta i metala. Najčešće i najkvalitetnije drvo za izradu modela je lipa. Ako odlivak ima unutrašnju šupljinu, koriste se jezgrenici za izradu jezgara. U odeljenu za kalupovanje livnice, pomoću modela i jezgrenika izrađuju se kalup i jezgro koje je uglavnom od peska određene vrste i kvaliteta, uz još neki dodatak. Na pločama za kalupovanje se postave odgovarajući modeli, koji se zapraše prahom koji se zove likapodijum. Zaprašivanje se vrši da se vlažan pesak ne bi zalepio za model. Zatim se kalupna mešavina ručnim nabijačima ili pomoću kaluparskih mašina sabija u metalne okvire tzv. kalupnike. Nakon sabijanja peska obezbede se kanali za odvođenje gasova iz kalupa (zvani odušci) koji mogu da prouzrokuju poroznost odlivaka i samim tim ga učine neupotrebljivim. Tako sabijen jedan deo kalupa se okreće, na njega se postavlja drugi deo ili delovi modela, ulivni sistemi, sistemi za prikupljanje šljake i sistemi za hranjenje odlivaka koji obezbeđuju dotok tečnog metala prilikom hlađenja odlivaka. Sledeća operacija je sabijanje peska u gornjem delu kalupa. Kada se i ova operacija završi kalupi se rastave i iz njih izvade modeli. Ako odlivak ima i neku unutrašnju šupljinu u kalup se ulaže jedno ili više prethodno pripremljenih jezgara.
Pre nalivanju rastopljenog metala kalup se mora potpuno sklopiti, tako da obrazuje čvrsto naleganje. Tada se kroz čašu i kanale ulivnog sistema liv uliva u ulivnu šupljinu kalupa.

## Materijali za izradu peščanih kalupa i jezgara
Za razliku od metalnih kokila, koji mogu izdržati i do 100.000 ulivanja, peščani kalupi se koriste za jednokratnu upotrebu.
Kalupi za jednokratnu upotrebu izrađuju se od mešavine peska, veziva i dodataka. Za izradu
kalupa najčešće se upotrebljava mešavina kvarcnog peska i gline.
Dodatkom vode mešavini dobijaju se tražene osobine od kojih su najvažnija:
- Propustljivost,
- Čvrstoća,
- Vatrostalnost na temperaturi od 1300 do 1600ºC, I
- Kalupljivost.

Ove osobine omogućuju oblikovanje i zadržavanje oblika.

- Pesak

Za izradu kalupa koriste se sledeće vrste peska:
- - Kvarcni pesak (SiO2) - u najvećem broju se koristi kao osnovna sirovina za izradu kalupa za kalupovanje sivog liva, temper liva, nodularnog liva, za livenje čelika, obojenih i lakih metala. Temperatura topljenja 1720°C
  - Olivinski pesak - je magnezijum - gvožđe - ortosilikat sastoji se od forsterita (Mg2SiO4) i fajalita (Fe2SiO4). Ima visoku temperaturu topljenja i koristi se za kalupe i za livenje sivog liva. Temperatura topljenja 1865°C.
  - Hromitni pesak. Hromit Cr2O3- je veoma kvalitetan sa temperaturom topljenja 1900°C i u nekim livnicama služi kao zamena za kvarcni pesak.
  - Cirkonski pesak - Oksid cirkona (cirkonijuma) i silicijuma (ZnSiO4) ima vrlo visoku

vatrostalnost sa temperaturom topljenja od 2200 ÷ 2600°C. Upotrebljava se za izradu manjih
jezgara koje su duže vreme u dodiru sa rastopljenim metalom. Veliku primenu ima i kao cinkonski premaz. Bitno je da zrnce peska bude što jednoličnije, tj. da u pesku ima najviše zrnaca iste veličine jer neravnomerna zrnatost smanjuje propustljivost gasova.

- Gline

Glina vezuje zrnca peska i daje kalupnoj mešavini čvrstoću i plastičnost.
Vrste glina koje se upotrebljavaju u livnicama kao vezivo su vatrostalne gline i bentoniti.
Takođe se za vezivanje i mešavinu koriste voda, gips, beton, drvena piljevina, ugljenični prah itd.
Mešavina za izradu jezgara
Jezgra su više izložena delovanju rastopljenog metala i visokim temperaturama nego kalup. Iz ovog razloga treba da imaju sledeće osnovne osobine:
- Povećanu čvrstoću, da bi izdržali sile uspona,
- Veliku propusnost, da bi gasovi nastali izgaranjem veziva mogli napustiti kalupnu šupljinu,
- Veliku termostabilnost, da ne dođu u reakciju sa rastopljenim metalom,
- Mogućnost istresanja iz odlivka posle očvršćavanja.

Ove osobine jezgara se postižu upotrebom grubozrnastog peska bez gline, a čvrstoću jezgrima daju određena prikladna veziva, od kojih se upotrebljavaju organska i anorganska.

## Livenje pod pritiskom
Rastopljeni metal se ulije pod visokim pritiskom u tačno izrađenu šupljinu čeličnog alata koju u potpunosti ispunjava. Metal se nalazi sve vreme pod dejstvom visokog pritiska sve do stvrdnjavanja. Odlivci imaju glatku površinu, dobru strukturu i tačne dimenzije.
Livenjem pod pritiskom odlivci se izrađuju brzo jedan iza drugog i tako se dobije serija odlivaka koji po karakteristikama i dimenzijama kao i po obliku međusobno ne razlikuju.
Mašine za livenje pod pritiskom mogu biti:
- Sa toplom komorom (topljenje metala je u sklopu mašine) – pritisna komora se nalazi uronjena u liv. Pritisak se u komori proizvodi pomoću klipa ili komprimovanim vazduhom, koji potiskuje liv u kokile. U ovakve mašine tope se legure kalaja, cinka, olova i drugih, čije temperature ne prelaze 450°C.
- Sa hladnom komorom (kada je topljenje metala odvojeno) – nemaju toplotnu komoru, pa se rastopljeni metal može ohladiti i preći u testasto stanje. Liv ulazi pod velikim pritiskom u ulazni kanal u kokilu, zatim se potiskuje testasti liv u kokilu, pa se nakraju pomoću izbacivača i klipa vadi odlivak iz kokile.

Legure sa niskim temperaturama topljenja (legure Zn i Pb) liju se najčešće na mašinama sa toplom komorom, dok ostale legure (legure Al i Cu) se liju na mašinama sa hladnom komorom.

## Centrifugalno livenje
Centrifugalno livenje je postupak kojim se liju rotaciona tela korišćenjem principa centrifugalne sile. Centrifugalna sila nastaje obrtanjem kokile, i tada dolazi do raspodela rastopljenog metala po zidovima ulivne šupljine. To omogućava izradu šupljih rotacionih tela čija je osa simetrije – osa rotacije. Za stvaranje centrifugalne sile koriste se kalupi koji se okreću ili oko svoje horizontalne ili oko svoje vertikalne ose.
Mašine kod kojih se kokile obrću oko vertikalne ose služe za dobijanje manjih odlivaka kod kojih je visina manja od prečnika. Kod mašina kod kojih se kalup okreće duž svoje horizontalne ose, dobija se odlivak veće visine sa relativno malim prečnikom.
Centrifugalno livenje ima određene prednosti kao što su: nema potreba za jezgrima prilikom izrade šupljine u odlivku, utrošak materijala je smanjen na minimum, dobra struktura odlivka, dodaci za mehaničku doradu su minimalni i cena odlivka je niža u odnosu na druga livenja što pospešuje ekonomičniju potrošnju i povećanje reproduktivnosti.

## Neprekidno livenje (Konti-liv)
Pri postupku neprekidnog livenja (engl. Continually Foundry) rastopljeni metal se neprekidno i ravnomerno uliva iz lonca u metalni kalup koji je sa jedne strane hlađen vodom. Rastopljeni metal se u obliku očvrslog metalnog proizvoda izvlači sa druge strane kalupa. Ovaj postupak obezbeđuje izradu odlivaka različitih oblika. U metalurgiji a naročito pri proizvodnji valjkastog proizvoda korišćenjem ovog postupka postiže se velika ušteda materijal i vremena.
U savremenim čeličanama primenjuje se neprekidno livenje. Čelik se iz metalurške peći odmah odliva u poluproizvode. Neprekidno livenje se u praksi naziva i kontinualno ili kont-livenje.
U metalurgiji i livarstvu postupak neprekidnog livenja se sve više primenjuje. Neprekidnim livenjem može se ostvariti veća produktivnost i veća ekonomičnost u poređenju sa drugim postupcima livenja.

## Gravitaciono livenje
Gravitaciono livenje u kokile (ulivanje u metalne kalupe) ima veoma široku primenu u izradi
aluminijumskih odlivaka. Odlivci liveni gravitaciono primenjuju se u svim granama mašinstva (motori sa unutrašnjim sagorevanjem, gasna tehnika, brodogradnja itd.). U odnosu na druge postupke livenja imaju određene prednosti, te veoma su rasprostranjeni.
U poređenju sa ulivanjem u peščane kalupe ulivanje u kokile ima sledeće prednosti:
- Bolje mehaničke karakteristike - (brže odvođenje toplote omogućuje hlađenje za kraće vreme i

formiranje sitnozrnaste strukture,
- Tačnost dimenzija i oblika je veća, kao i kvalitet površine (manji dodaci za obradu),
- Ekonomičnija proizvodnja:
  - Otpada potrošnja peska za kalupovanje
  - Manja potrošnja peska za jezgra jer neke od jezgara moguće je zameniti metalnim
  - Manje vreme izrade jer otpada izrada peščanih kalupa
  - Manji radni prostor - otpada skladištenje i obrada peska

U poređenju sa livenjem pod pritiskom prednosti su:
- Jednostavniji i jeftiniji alati - prema tome primena i kod manjih serija je ekonomična,
- Bolje mehaničke osobine materijala - (sitnozrnasta bez šupljina od uključenih gasova),
- Nisu ograničene dimenzije i masa odlivaka,
- Komplikovanost oblika zbog mogućnosti kombinacija peščanih i metalnih jezgara su

neograničene.
Nedostaci livenja u kokilama:
- Izrada alata je opravdana samo za dovoljan broj komada,
- Izrada metalnog kalupa (kokile) više puta je duža od izrade modela za kalupovanje u pesku,
- Troškovi osvajanja proizvodnje su relativno veliki.

1. 1 2 3  Мишић, Милан, ур. (2005). Енциклопедија Британика. Л-М. Београд: Политика : Народна књига. стр. 37. ISBN 86-331-2116-6.